# 루브 워델
조지 에드워드 (루브) 워델(George Edward (Rube) Waddell, 1876년 10월 13일 ~ 1914년 4월 1일)은 미국의 전 프로 야구 선수로, 메이저 리그 베이스볼(MLB)에서 투수로 활약했다. 통산 13시즌 동안 루이빌 커늘스, 디트로이트 타이거스, 피츠버그 파이리츠, 시카고 오펀스, 필라델피아 애슬레틱스, 세인트루이스 브라운스에서 뛰었다. 1946년 미국 야구 명예의 전당에 입성했다.

## 같이 보기
- 트리플 크라운 (야구)